# Афина-1c
Афина-1с (англ. Athena Iс) — американская ракета-носитель лёгкого класса, разработанная и сконструированная компанией Lockheed Martin

## История создания
Во второй половине 1980-х годов компания «Lockheed» (ныне — «Lockheed Martin»), будучи главным разработчиком ряда баллистических ракет подводного базирования (UGM-27 «Поларис» , UGM-73 «Посейдон» и «Трайдент»), приступила к изучению проекта переоборудования своих ракет для реализации возможности запуска космических аппаратов.
В 1993 году компания «Lockheed» объявила о планах создания семейства ракет носителей LLV (англ. Lockheed Launch Vehicle), в 1995 году новые ракеты-носители получили название LMLV (англ. Lockheed Martin Launch Vehicle), а позднее получили собственное имя — «Афина». Первые три модели семейства предназначались для выведения на низкую околоземную орбиту грузов массой 1—4 тонны при стоимости запуска 14—20 млн. долларов (в ценах 1993 года).
Основным элементом ракет Афина стал универсальный твердотопливный двигатель «Кастор-120», созданный компанией «Thiokol» на базе первой ступени межконтинетальной баллистической ракеты (МБР) MX. Общая стоимость разработки нового ракетного двигателя составила около 50 млн долларов (в ценах 1993 года).

## Конструкция
Трёхступенчатая ракета-носитель Афина-1с высотой 20 м комплектуется твердотопливным ракетным двигателем (РДТТ) «Кастор-120» на первой ступени, РДТТ «Кастор-30» на второй ступени и жидкостным разгонным блоком довыведения ОАМ (сокр. от англ. Orbit Adjust Module), разработки компании Olin Aerospace, в качестве двигателя третьей ступени. Разгонный блок ОАМ предназначался для непосредственной доставки полезного груза на рабочую орбиту. Кроме этого, с его помощью контролируется положение ракеты по каналу крена на этапе работы нижних ступеней, а также её стабилизация на пассивных участках полёта.
Для пространственной ориентации ракеты используются шесть двигателей тягой по 11,3 кг, довыведения обеспечивают четыре ЖРД тягой по 22,6 кг, ориентированные по оси ракеты-носителя. Все двигатели третьей ступени однокомпонентные, в качестве топлива используется гидразин, который подаётся из бачков вместительностью по 59 кг под давлением в 31 атм. В зависимости от задач полёта в блоке третьей ступени может быть установлено от 2 до 6 топливных ёмкостей, в результате чего масса ступени варьируется в пределах от 617 до 818 кг.

## Стартовые площадки
Пуск ракеты-носителя Афина-1с осуществлялся с трёх космодромов:
- Стартовая площадка LC-1 коммерческого космодрома Кадьяк, расположенного на одноимённом острове у берегов Аляски;
- Стартовая площадка LC-46 коммерческого частного космодрома «Космопорт Флорида», образованный властями штата Флорида на Базе ВВС США на мысе Канаверал;
- Стартовая площадки SLC-6 на космодроме на Базе ВВС США «Ванденберг», расположенного в округе Санта-Барбара (штат Калифорния).